# Messiah’s Kiss
Messiah’s Kiss ist eine Heavy-Metal/Heavy-Rock-Band, deren Mitglieder aus Dinslaken, New York, und Nottingham kommen.

## Entstehung
Die Band wurde im Jahre 2001 gegründet und ist im Wesentlichen aus der Heavy-Metal-Formation Repression aus Dinslaken (NRW/Niederrhein) entstanden, die im Eigenvertrieb bereits vier Produktionen veröffentlicht hatte. Die Aktivitäten der Band stagnierten, da sie sich am klassischen Heavy Metal der 1980er Jahre orientierten, der ab Mitte der 1990er Jahre nicht mehr stilprägend war. Ab 2000 nahm das Interesse, insbesondere in Deutschland, an klassischem Heavy Metal wieder zu, der nun unter True Metal firmierte. Georg Kraft begann daraufhin neues Songmaterial zu schreiben.
Nachdem 13 Songs fertiggestellt und vorproduziert waren, wollten Kraft und Ostra sich mit diesem Material der internationalen Konkurrenz stellen und mit einem professionellen Sänger den neuen Songs Ausdruck verleihen. Den passenden Sänger fand Ostra dann in Mike Tirelli, der seinerzeit mit seiner Band Holy Mother in den USA aktiv war. Der Kontakt wurde von Mike’s ehemaligen Produzenten, Detlef Mohrmann aus Bochum hergestellt. Tirelli war von dem Material sofort begeistert und so wurde im März 2001 das Studio gebucht, wo er die Songs für das erste Album Prayer for the dying eingesungen hat. Nach Fertigstellung und Präsentation resultierte daraus ein Vertrag mit SPV/Steamhammer. Ein paar Wochen später wurde die Band von Repression in Messiah's Kiss umbenannt.

## Bühne
Die erste gemeinsame Live-Show von Messiah’s Kiss war die Eröffnungsshow auf der True Metal Stage des Wacken Open Airs im Jahre 2002. Ab Oktober 2002 begleitete Messiah’s Kiss als „Special Guests“ die Fight Tour von Doro, die durch ganz Europa führte.
Wayne Banks kam im Oktober 2002 für Andreas Roschak zur Band und wurde neuer Bassist, der sein Livedebüt für die Band am 31. Oktober 2002 im Club Z7 in Pratteln in der Schweiz gab. Das zweite Album Metal erschien im Jahre 2004 und orientierte sich, wie bereits das Debütalbum, an geradlinigem Heavy Metal. Produziert wurde das Album von Nikolo Kotzev (Brazen Abbot).
Jason Banks stieß im Jahre 2007 als neuer Gitarrist zur Band und ersetzte Alexander Hitz. Ebenfalls in 2007 veröffentlichten Messiah’s Kiss ihren dritten Output Dragonheart, der mit den für die Band typischen Doublebass-Rhythmen und markanten Gitarrenriffs für sehr gute internationale Kritiken sorgte, und von Herman Frank (Accept, Victory) produziert wurde, der auch schon beim Debüt Prayer for the Dying hinter den Reglern saß.
Im Juli 2007 spielte die Band beim ersten Magic Circle Festival. Blood, sweat and tears und Babylon wurden auf der „Magic Circle Festival Volume I DVD“ veröffentlicht. Kurz nach der Veröffentlichung der DVD kam es schicksalsbedingt zu einer Zwangspause: Georg Kraft erlitt einen Schlaganfall und bei Mike Tirelli wurde Magenkrebs diagnostiziert. Die Band hielt in dieser schweren Zeit auf Grund der engen Freundschaften zueinander jedoch zusammen.

## Nach der Zwangspause
Nachdem die Band wieder vereint anfing zu „jammen“, um Ideen für ein neues Album unter ihrem neuen kreativen Konzept „keine feste Regeln“ zu sammeln, gab es für jeden die individuelle Freiheit, eigenen Stil, Wurzeln und Einflüsse einzubringen. Aus dieser Kombination ergab sich ein neuer, frischerer Stil hinsichtlich der Songs und des Sounds, sodass im Jahre 2014 nun das vierte Album mit dem Titel Get Your Bulls Out! ansteht. Der Albumtitel wurde durch die Legende von Reventón – dem Stier, der sich seinen Toreros kraftvoll entgegenstellte und sich immer wieder bis zum Sieg zurück gekämpft hat – inspiriert.

## Diskografie
- 2002: Prayer for the Dying (Steamhammer)
- 2004: Metal (Steamhammer)
- 2007: Dragonheart (Steamhammer)
- 2014: Get Your Bulls Out! (Massacre Records)[11]